# Korfball na World Games 1997
Wyniki turnieju korfballa na World Games 1997 w dniach 13–16 sierpnia. W finale o złoty medal zwyciężyła reprezentacja Holandii.

## Tabela medalowa
| Lp. | Państwo         | Medal |
| --- | --------------- | ----- |
| 1   | Holandia        |       |
| 2   | Belgia          |       |
| 3   | Chińskie Tajpej |       |